# A királyok első és második könyve
A királyok első és második könyve protokanonikus történeti könyv az Ószövetségből. 
A zsidók által használt héber Bibliában egyetlen könyvet alkot.
Melachim, azaz „Királyok”-nak nevezi a héber kánon.
E könyvek beszámolóját a történészek nem tartják megbízhatónak és úgy tekintik, mint legendák és "kitalált elbeszélések" gyűjteményét; a Dávid és Salamon által vezetett nagy zsidó királyság inkább fikció, mint történelmi valóság.

## Keletkezése
A többségi szaktudományi konszenzus a könyvek első kiadását az i. e. 700-as évek végére, a második, végleges kiadást pedig az i. e. 600-as évek közepére teszi.

## Történelmi háttér
A Közel-kelet egyetlen fennmaradt első összefüggő megbízható történelmi írása, melyben a történelem urának az Istent jelöli meg. A könyvet valószínűleg a jeruzsálemi templom újjáépítése utáni korszakban szerkesztették régi forrásokból merítve. Körülbelül 400 évnyi történelmet ölel fel Júda és Izrael történelméből. Dávid király halálától Jeruzsálem első pusztulásáig (Kr. e. 586). A két könyvet 1448-ban kettéosztották, - a héber Bibliában is -, így lett első és második könyv.

## Mondanivalója
- Izrael királyainak élete van elsorolva, életük haláluk, származásuk szerint. Történeti szerepük teológiai szempontból van hangsúlyozva.
- Illés prófétai szerepe különös, mert a Bibliában nem ismétlődő cselekedetet hajt végre, felkeni utódját Elizeust prófétának (1Kir 19). Általában Isten hívja el a prófétákat, ezért is különös az eset. a prófétai palást ráterítésével történt, és úgy mint Mózes Józsuét szolgaként, segítőként nevezte. Hasonlít Józsuéra is, hogy Józsué az Ígéret Földje megszerzésének  és a szolgaságból királyságba átmeneti személye, Elizeus ugyanannak a földnek az elvesztésének és királyságból szolgaságának átmeneti személye. Illés halála után megtörtént, hogy Elizeus előtt leborultak, amit csak Isten vagy Dávid előtt tett meg a nép korábban. Elizeus szerepében Istenre mutat, a szövetségre akkor, amikor csodákat tesz Isten által (például halott feltámasztás). A keresztények ezért Elizeus szerepét előképnek tekintik, Jézus szerepével hasonlítják össze.

### Első könyv
Dávid életének vége és halála, majd Salamon trónra lépése, és bölcs uralkodásáról van szó benne. A jeruzsálemi nagyszabású Salamon temploma építésről van szó benne, Salamon birodalmáról, és bűnéről, hogy feleségeinek különböző hiteit engedte gyakorolni. Az ország szétszakadása után elkezdi sorolni a könyv Izrael királyait. Itt szerepel Illés és Mikeás próféta tevékenységeinek leírása is.

### Második könyv
A huszonöt fejezetből álló könyvben folytatódik a királyok és az ország történelme. Ebben a könyvben hangsúlyossá válnak a próféták cselekedetei. Illés próféta mennybemenetele, Hóseás, Ezsdrás, Elizeus prófétai működésük van leírva. Ők akik az Urat képviselve, a királyok különböző viszonyulásai szemszögéből láttatja a királyok cselekedeteit.